# Concilio di Mantova (827)

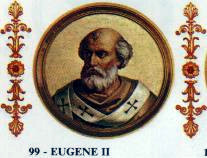
Papa Eugenio II

Il Concilio di Mantova del 6 giugno 827 venne convocato dal secondo vescovo di Mantova Lajulfo (?-859) e fu diretto a risolvere i conflitti che si agitavano da molto tempo tra i patriarchi di Aquileia e Grado, tentando inutilmente di riunificare i due patriarcati, anche per l'opposizione dell'importanza della crescente Venezia.
Fu presieduto da Papa Eugenio II e vi intervennero due cardinali, gli arcivescovi di Milano e Ravenna, con tutti i vescovi dell'Emilia, della Lombardia e della Liguria.